# Голосистый кустарниковый сорокопут
Голосистый кустарниковый сорокопут (лат. Malaconotus monteiri) — вид птиц рода Кустарниковые сорокопуты, в котором выделяются две раздельных популяции в Анголе и Камеруне, описываемые как подвиды. Рассматривается Международным союзом охраны природы как вид, близкий к уязвимому положению.

## Систематика
Вид описан в 1870 году Ричардом Шарпом в журнале Proceedings of the Zoological Society of London как Laniarius monteiri. Видовое название дано в честь Жуана Жозе (Джоакима Джона) Монтейру, горного инженера, с 1860 по 1875 год собиравшего биологические образцы в Анголе.
По состоянию на конец XX — начало XXI века включается в род Malaconotus, в котором образует общий надвид с сероголовым (Malaconotus blanchoti) и галстучным кустарниковыми сорокопутами (Malaconotus lagdeni). До 1960-х годов голосистый кустарниковый сорокопут часто рассматривался как подвид сероголового, однако в 1966 году было доказано, что он в равной степени близок к сероголовому и к красногрудому кустарниковому сорокопуту (Malaconotus cruentus). В литературе выделяются две раздельные популяции Malaconotus monteiri, рассматриваемые как подвиды: номинальный подвид M. m. monteiri, обитающий в Анголе, и M. m. perspicillatus, известный по единственному экземпляру XIX века из локации на горе Камерун в одноимённой стране. С учётом того, что пойманные в Камеруне позднее птицы, первоначально отнесённые к M. monteiri, в дальнейшем идентифицировались как другие представители этого рода, видовая принадлежность единственного известного экземпляраM. m. perspicilatus нуждается в подтверждении; так, в конце 1990-х годов была высказана точка зрения, что этот экземпляр представляет собой цветовую морфу зеленогрудого кустарникового сорокопута (Malaconotus gladiator).

## Внешний вид и голос
Крупный, ярко окрашенный сорокопут с массивным клювом и слабо выраженным половым диморфизмом (самка незначительно меньше). Общая длина тела 25—26,5 см. Длина крыла от 113 до 114,5 мм, хвоста 104—109, клюва (до оперения) 26,5—28, цевки от 31,5 до 34 мм. Единственный экземпляр камерунского подвида отличается более массивным клювом (длина до оперения 34 мм). Перья на гузках длинные и пушистые.
У взрослых экземпляров голова и верхняя часть спины серые. Лицевая часть от уздечки до оперения вокруг глаз белая, глаза серые, клюв чёрный. Нижняя часть спины и кроющие перья надхвостья оливково-зелёные. Крылья в основном этого же цвета, с широкими жёлтыми кончиками у маховых перьев второго и третьего порядков, а также больших и средних кроющих. Хвостовые перья также оливково-зелёные с жёлтыми кончиками. Нижняя часть тела тёмно-жёлтая (у птиц из Анголы) или лимонно-жёлтая (у экземпляра из Камеруна), у некоторых особей с коричневатым оттенком на груди. Бока зеленовато-жёлтые. Ноги голубовато-серые. Об оперении молодых особей данных нет.
Внешне голосистый кустарниковый сорокопут очень схож с сероголовым. Степень сходства такова, что при повторной инвентаризации 14 экземпляров M. monteiri в коллекции Американского музея естественной истории в начале 2000-х годов 13 из них оказались представителями второго вида. M. monteiri всё же отличается от M. blanchoti более тёмным серым оперением на голове, большей площадью белой части лица (у сероголового белое пятно не охватывает глаза) и цветом глаз (серый у голосистого и жёлтый у сероголового). Кроме того, голосистый сорокопут несколько крупнее и массивнее, с более тяжёлым клювом.
Песня — протяжный печальный посвист, мало отличимый от пения большинства других крупных сорокопутов в регионе.

## Образ жизни, распространение и охранный статус
О повадках данного вида информации почти нет. По всей видимости, ведёт оседлый образ жизни. Ведёт себя скрытно, в стаи не объединяется. Основной ареал вида — сухие леса выше и ниже уровня плоскогорья в Западной Анголе между рекой Данде на севере и посёлком Эгиту на юге, но не влажные тропические леса самого плоскогорья. Вид способен адаптироваться к изменениям среды обитания, и голосистых кустарниковых сорокопутов наблюдали на затенённых кофейных плантациях, во влажном вторичном лесу, в кустарниковой поросли и приречных рощах. Камерунский экземпляр был добыт в девственном горном лесу на склоне вулкана Камерун на высоте 1000 м над уровнем моря; другой возможный представитель вида в Камеруне пойман на горе Купе на высоте 1450 м. В разное время одиночные сообщения о птицах, возможно, относящихся к данному виду, поступали также из Заира (1905, в то время Южное Конго), Намибии (1963) и Кении (1932) — в последнем случае добытый экземпляр был утерян.
В силу большого сходства с сероголовым кустарниовым сорокопутом и скрытного образа жизни реальную распространённость вида и его численность трудно определить. Тем не менее небольшое количество добытых экземпляров и сокращающаяся площадь естественной среды обитания в Анголе из-за расчистки под маниоковые и кукурузные поля заставляют Международный союз охраны природы включить голосистого кустарникового сорокопута в число видов, близких к уязвимому положению. Общая численность вида с опорой на неполные данные оценивается в 1000—6700 взрослых особей.